# 소나타

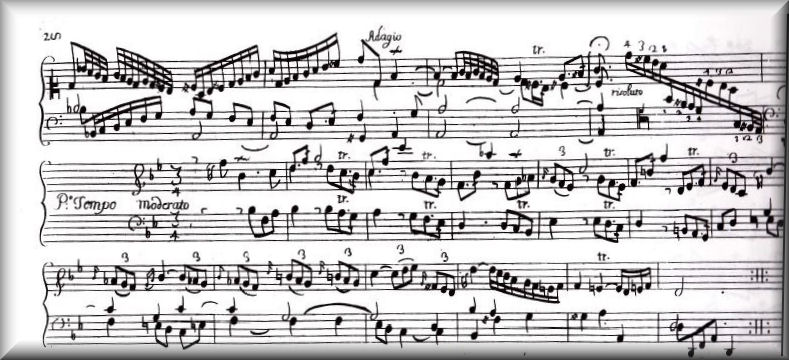

## 소나타의 역사

### 바로크 시대의 소나타
소나타는 원래 16세기 초 프랑스의 세계적 성악곡인 샹송이 이탈리아에 전해져 악기로 연주된 데서 탄생하였다. 이 샹송 형식으로 된 오르간이나 기악합주용의 곡은 17세기 중엽부터 한창 작곡되어, 당시는 칸초네 또는 '칸초니 다 소나레'(악기로 연주되는 노래의 뜻)라 하였으나, 이것은 몇 개의 짧은 부분으로 된 1악장 형식의 것이었다. 이후 소나타는 이탈리아의 베네치아에서 성악을 위한 칸타타와 구분하는 용어로 시작되었다. 17세기 후반, 비탈리 부자(父子)와 아르칸젤로 코렐리 등에 의하여 교회 소나타가, 그리고 프랑스나 독일을 중심으로 실내 소나타가 생겼다. 두 소나타의 특성은 다음과 같다.
- 실내 소나타 (Sonata da camera): 전주곡 + 2 ~ 4 악장
- 교회 소나타 (Sonata da chiesa): 4 악장 (느리게 - 빨리 - 느리게 - 빨리)

전자는 대위법적인 스타일을 가졌고, 후자는 일종의 모음곡(組曲)풍인 것으로 양쪽 다 '느리게－빠르게－느리게－빠르게'의 4악장으로 되었다. 그 후 이 두 가지 소나타는 서로 영향을 받다가 하나로 융합되었다.
바로크 시대 소나타의 대부분은 트리오 소나타라는 양식으로 쓰였다. 이것은 화음반주의 낮은음부를 포함하는 독립된 3성부로 된 소나타로, 보통 높은 2성부를 2개의 바이올린으로 하고, 낮은 1성부를 첼로와 하프시코드(또는 오르간)로 연주하였다. 이 시대의 중요한 소나타 작곡가에는 영국의 퍼셀, 프랑스의 쿠프랭, 이탈리아의 비발디, 스카를라티, 독일의 쿠나우, 텔레만, 헨델, 바흐 등이 있다. 특히 바흐는 소나타를 진정 예술적인 높은 영역으로 끌어올렸다.

### 고전파시대의 소나타
이 시기의 소나타는 18세기 말에서 19세기 초에 걸쳐 하이든, 모차르트, 베토벤이 대표하는 빈 고전파의 작곡가들에 의하여 완성되었고, 낭만파에 계승된 다악장형식의 기악곡을 말한다. 소나타는 보통 빠르기나 성격을 달리하는 3~4악장으로 구성된다.
1. 제1악장 ― 빠르다(알레그로). 소나타 형식, 때로는 완만한 도입부를 갖는다.
2. 제2악장 ― 느리다(아다지오). 리드 형식, 때로는 소나타 형식 또는 변주곡 형식.
3. 제3악장 ― 조금 빠르다(스케르초 또는 미뉴에트). 미뉴에트－트리오－미뉴에트 또는 스케르초－트리오－스케르초의 복합 3부형식.
4. 제4악장(종악장) ― 빠르다(알레그로). 론도 형식 또는 소나타 형식, 때로는 론도 소나타 형식이나 변주곡 형식.

이상은 소나타의 전형적인 악장 구성이다. 그러나 고전파의 피아노 소나타나 협주곡의 대부분은 3악장제(보통 미뉴에트 악장을 생략)를 쓰며, 기타 2악장, 드물게는 1악장 또는 5악장 이상의 것도 있다. 예를 들어 월광 소나타는 느린 악장으로 시작하여 2악장으로 미뉴에트를 거쳐서 소나타 형식의 3악장으로 마친다. 이 같은 형식으로 쓴 피아노곡을 피아노 소나타라 한다.
바이올린 소나타, 첼로 소나타, 클라리넷 소나타 등의 경우는 보통 피아노 반주를 가진다. 3중주곡, 4중주곡 등도 각기 3개, 4개의 악기로 하는 기악합주를 위한 소나타이다. 이와 마찬가지로 협주곡은 독주악기(또는 독주악기군)와 관현악을 위한 소나타에 지나지 않는다. 고전파의 소나타는 이탈리아의 스카를라티, 클레멘티, 만하임의 시타미츠 부자, 요한 세바스티안 바흐의 아들 엠마누엘 바흐, 크리스티안 바흐 들에 의하여 준비되었고, 하이든, 모차르트의 손을 거쳐 베토벤에 의하여 형식과 내용이 모두 절정에 이르렀다. 유명한 《열정 소나타》를 비롯한 32곡의 피아노 소나타는 바흐의 《평균율 클라비어곡집》이 음악의 '구약성서'로 불리는 데 대하여 음악의 '신약성서'로 불리고 있다.

### 낭만파이후의 소나타
낭만파 이후의 소나타에서는 형식의 발전은 없으나 독자의 개성적인 소나타가 많이 생겼다. 중요한 소나타 작곡가에는 베버, 슈베르트, 슈만, 쇼팽, 리스트, 브람스, 드보르자크, 프랑크, 생상스, 포레 등이고 현대에서는 스크랴빈, 드뷔시, 레거, 프로코피예프, 바르토크, 힌데미트, 쇼스타코비치, 스트라빈스키 등이 있다.

## 형식으로서의 소나타
소나타의 대표적 악장 주기
| 전주 가단조 | 앨러만드 가단조 | 코랜트 가단조 | 가보트 가단조 |

코렐리, 트리오 소나타 (작품번호 4-5): 실내 소나타
| 그라베이 가단조 | 푸가 가단조 | 안단테 다장조 | 알레그로 가단조 |

바흐, 무반주 바이올린 소나타 제2번 가단조(바하 작품번호 1003): 교회 소나타
| 알레그로 라장조 | 안단테 사장조 | 알레그레토 라장조 |

모차르트, 바이올린 소나타 (쾨헬번호 306): 3악장 소나타
3중주 소나타 악기구성
| 기본 | 피아노 | 현악 3중주 |

## 같이 보기
- 소나타 형식
- 소나타 론도 형식
- 소나티네

## 참고 문헌
- 이 문서에는 다음커뮤니케이션(현 카카오)에서 GFDL 또는 CC-SA 라이선스로 배포한 글로벌 세계대백과사전의 내용을 기초로 작성된 글이 포함되어 있습니다.